# Carl Bruck
Carl Bruck (* 28. Februar 1879 in Glatz, Schlesien; † 12. Juni 1944 in Hamburg) war ein deutscher Arzt und Dermatologe. Bruck erarbeitete zusammen mit August Wassermann und dem Entdecker des Gonorrhoe-Erregers, Albert Neisser einen 1906 eingeführten serologischen Test auf Syphiliserreger, die so genannte Wassermann-Reaktion. Zudem war er an der Gründung der Hamburger Dermatologischen Gesellschaft, der Erforschung der Tuberkulose, der Einführung der Gonokokkenimpfung und der Entwicklung mehrerer Medikamente beteiligt.

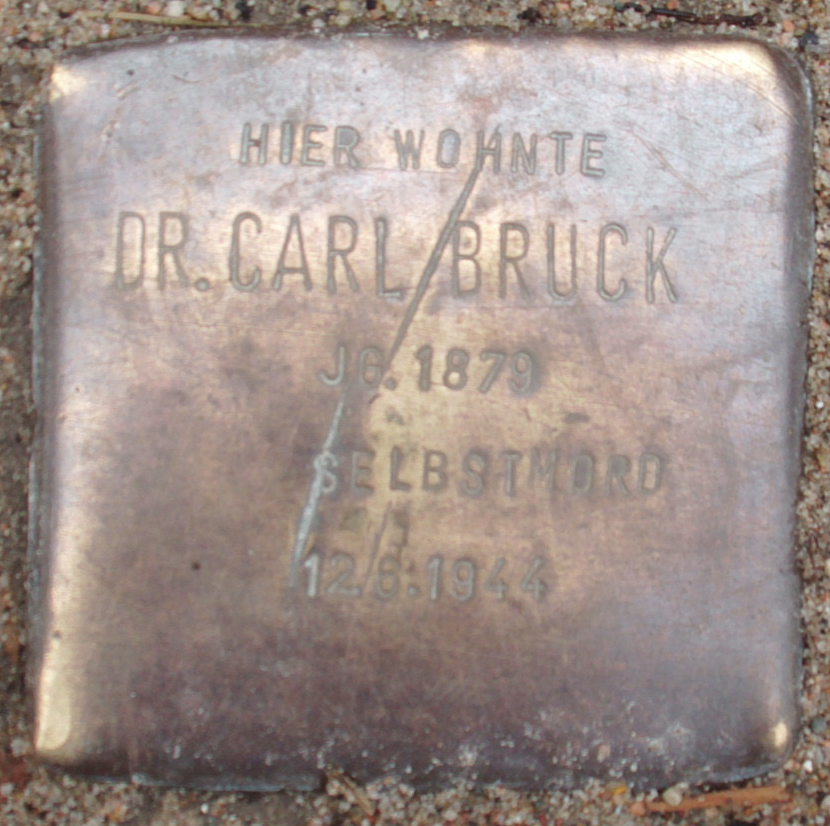
Stolperstein für Carl Bruck in Hamburg-Othmarschen

## Leben
Carl Bruck wurde in Glatz als Sohn eines Fabrikbesitzers geboren. Er wuchs in Dresden auf und legte sein Abitur im Jahr 1897 am Gymnasium zum Heiligen Kreuz ab. Anschließend leistete er sechs Monate Grundwehrdienst und nahm auch in späteren Jahren mehrfach an Reserveübungen teil. Bis 1902 studierte Bruck Humanmedizin in Berlin und München. Er promovierte 1902 in München und wurde dort im selben Jahr approbiert. Danach wechselte er an das Institut für Infektionskrankheiten nach Berlin, dessen Leiter Robert Koch war, wo er zur Syphilis forschte. Im Jahr 1906 wechselte Bruck an die Universität Breslau. Dort wurde er Assistent bei Albert Neisser, dem Entdecker des Gonorrhoe-Erregers und Mitbegründer der Deutschen Dermatologischen Gesellschaft, der in Breslau im Jahr 1892 eine Dermatologische Klinik eröffnet hatte.
Im Dezember 1906 begleitete Bruck seinen Klinikleiter und dessen Ehefrau auf eine Expeditions- und Forschungsreise nach Java, die aus Mitteln des Deutschen Reiches finanziert wurde. Neisser hatte bereits im Vorjahr eine Reise nach Java unternommen und dort an Menschen und Affen den Verlauf und die Behandlung der Syphilis erforscht. Die Gruppe traf Mitte Dezember im damaligen Batavia ein und erforschte die Möglichkeiten der Entwicklung eines Serums gegen Syphilis. Die Forschungsgruppe blieb bis November 1907 vor Ort. Anfang Juli wurde Neisser von der Universität Breslau zum Ordentlichen Professor für Haut- und Geschlechtskrankheiten ernannt – es war der erste Lehrstuhl für Dermatologie in Deutschland. Ende des Monats entschloss sich Neisser, die Forschungen einzustellen, da sich erhoffte Durchbrüche nicht ergeben hatten. Am 20. Dezember 1907 kehrte die Gruppe nach Breslau zurück. 1909 habilitierte auch Bruck sich an der Universität Breslau, wurde 1911 zum Professor ernannt und wechselte 1914 als Leitender Oberarzt an die Dermatologische Klinik des Krankenhauses Altona.
Bruck nahm als Stabsarzt der Reserve am Ersten Weltkrieg teil und wurde mit dem Eisernen Kreuz II. Klasse und dem Bayerischen Militärverdienstorden ausgezeichnet. Zudem erhielt er die Prinzregent-Luitpold-Medaille. Bruck wurde im Charakter eines Oberstabsarztes entlassen. Zurück in Hamburg gründete er im Jahr 1919 gemeinsam mit Eduard Arning die Dermatologische Gesellschaft Hamburg-Altona – die spätere Hamburger Dermatologische Gesellschaft – deren erster Schriftführer er wurde. Im Organ der Gesellschaft, der von Paul Gerson Unna gegründeten Dermatologischen Wochenschrift, wurden die im Wesentlichen von Bruck verfassten Tagungsberichte veröffentlicht. Mit dem Bericht der Tagung aus dem Jahr 1933, in der Bruck selbst den Vorsitz innehatte, stellte er die Mitarbeit an der Dermatologischen Wochenschrift aus politischen Gründen allerdings ein.

### Selbstmord
Als Folge der nationalsozialistischen Rassengesetze und der antisemitischen Verfolgung war er wiederholt Repressionen ausgesetzt und verlor im Jahr 1935 seine Stelle. Um der bevorstehenden Deportation durch die Nationalsozialisten ins Konzentrationslager zu entgehen, nahm er sich das Leben durch die Einnahme von Zyankali, als die Gestapo versuchte, ihn zu verhaften. Anlass der versuchten Verhaftung war die Aussage eines Molkereigehilfen, der in Potsdam festgenommen worden war und bei dem 51 Stück Butter gefunden wurden. Der Molkereigehilfe gab im Verhör an, diese Butter – wie auch schon vorherige Lieferungen – an Carl Bruck übergeben zu wollen, was dazu führte, dass dieser in seiner Villa in der Hamburger Elbchaussee aufgesucht wurde. Bruck bat darum, in die Küche gehen zu dürfen, um ein Glas Wasser zu trinken. Als er zurückkam, legte er sich auf ein Sofa und starb. In der Küche wurde ein Fläschchen mit der Aufschrift „Kalium cyanatum“ sichergestellt. Seine Frau tötete sich drei Tage später selbst durch die Einnahme einer Überdosis von Schlafmitteln.

## Ehrungen
- Der Hörsaal des Allgemeinen Krankenhauses Altona wurde im Jahr 2002 nach Carl Bruck benannt.[2][7]
- Vor dem Grundstück auf die Villa der Brucks in der Hamburger Elbchaussee stand, erinnern zwei Stolpersteine an Olga und Carl Bruck

## Veröffentlichungen
- Ueber die Erfolge mit der einzeitig kombinierten Salvarsan-Sublimatbehandlung der Syphilis nach Linser. In: Münchner medizinische Wochenschrift. Band 67, 1920, S. 423–424.
- Rezepttaschenbuch für Dermatologen, Springer Medizin Verlag, Berlin 1925